# Hedwig Rossi
Hedwig Rossi (in den USA Heddy Elizabeth Rossi, * 29. Mai 1891 in Wien; † 25. Oktober 1985 in Old Tappan, New Jersey, Vereinigte Staaten) war eine österreichische Schriftstellerin und Dramatikerin.

## Leben
Hedwig Rossi war die Tochter des aus Mošovce stammenden Ingenieurs bei der Nordbahn Berthold Braun und der Sängerin Hermine Braun, geb. Altmann, die im Freundeskreis eigene Gedichte und Novellen vortrug. Hedwig wuchs mit drei Geschwistern im Wiener Bezirk Hietzing auf. 1902 starb die Mutter an Tuberkulose. Nach der Grundschule besuchte Hedwig das Gymnasium der Eugenie Schwarzwald und absolvierte anschließend ein Gesangsstudium an der Musikhochschule. Sie wurde jedoch nicht Sängerin, sondern studierte Philosophie bei Adolph Stöhr an der Universität Wien und promovierte 1922 mit der Dissertation Einfluß des Darwinismus auf die Ethik. Während des Ersten Weltkriegs bemühte sie sich um die Errichtung von Kriegskinderhorten. 1915 heiratete sie den Psychologen Oswald Rossi (1887–1978), 1917 kam Sohn Harald zur Welt, der später in den USA Professor für Radiologie werden sollte.
Während des Studiums begann Hedwig Rossi mit dem Schreiben von Gedichten, die sie u. a. in Der Merker, Die Waage und in der Arbeiter-Zeitung veröffentlichte, und Dramen. Über ihr bislang noch nie inszeniertes Debütstück Der letzte Mensch bemerkte Oskar Bendiner:

„Das Ende unseres Planeten als dichterisches Sujet ist in der Literatur sicherlich nichts Neues. […] Aus dem Gesichtspunkt der Zukunft betrachtet, hat das Thema dagegen bisnun nur mehr oder minder tendenziöse Utopisten und allenfalls phantastische Poeten vom Schlage eines Verne oder Wells gereizt. Ausschließlich aus dichterischen Beweggründen, wenn auch von wissenschaftlich-hypothetischen Voraussetzungen ausgehend, dürfte es kaum je erfaßt worden sein.“

Sie war Mitarbeiterin in der Abteilung für Literatur der RAVAG und gestaltete Sendungen zu verschiedene Themen als Autorin und Sprecherin.

„Unter den Dichterstunden der letzten Wochen ragte jene der Hedwig Rossi hervor, die nicht nur inhaltlich Wertvolles las, sondern auch dieses Wertvolle mit Beziehung zu sprechen vermochte.“

„Wir gleichen heute Menschen, die seit langem in einer Festung eingeschlossen sind und denen die Welt außerhalb ihrer Mauern abhanden gekommen ist. […] Die Urelemente des Lebens überhaupt: Geburt, Jugend, Liebe, Altern, Tod; die Natur – Himmel und Erde; das menschliche Herz – unerschöpfliche, grenzenlose Gebiete werden unserem Fühlen immer weiter entrückt. Und doch gibt es gerade in ihnen nichts, was die Menschen in Klassen und Gruppen auseinanderreißen könnte; nur das, was alle in gleicher Weise angeht und bewegt.“

Auch einige Hörspiele stammen aus ihrer Feder.

„[…] Klarheit, Klarheit, ist das oberste Gesetz des guten Hörspiels. Darum wirkte die sehr einfache, aber dramatisch gut zugespitzte Geschichte Goldgräber von Hedwig Rossi viel stärker, weil sie eine starke dramatische Situation: der Feind und Nebenbuhler wird zum Freund und Helfer des verhaßten Gegners, klar und scharf herausarbeitet. Dr. Nüchterns Spielleitung war ausgezeichnet und gab einen fabelhaft plastischen Hintergrund.“

Hedwig Rossi war Mitglied der sozialdemokratischen Arbeiterpartei und ab 1933 der Vereinigung sozialistischer Schriftsteller, deren stellvertretende Schriftführerin sie war.
Oswald Rossi verließ Österreich im Dezember 1938 und flüchtete in die USA. Im März 1939 gelang Hedwig Rossi und ihrem Sohn mit Hilfe der Aktion Gildemeester die Flucht nach Großbritannien, wo sie bei einer Familie in Bristol unterkam. Einige Monate später konnte sich die Familie im Bundesstaat New York, wo Oswald Rossi Dozent für moderne Sprachen am Hobart College in Geneva war, wieder vereinen.
Ab 1942 führte Hedwig Rossi in der Theaterwerkstatt der Johns Hopkins University ihre im Exil entstandenen Dramen No Final Defeat (über Volaires Kampf um die Menschenrechte) und Vienna Legend auf. Ab 1946 unterrichtete sie gemeinsam mit ihrem Mann am staatlichen Ferris State College in Big Rapids im US-Bundesstaat Michigan. Sie lehrte dramatische Rede, Deutsch und Literatur, außerdem übernahm sie die Leitung des Ferris Little Theatre, später Ferris Playhouse. Daneben veröffentlichte sie in Österreich wieder Kurzgeschichten, so in der Arbeiter-Zeitung oder in den Oberösterreichische Nachrichten. Die meisten ihrer autobiographisch geprägten Kindheitserzählungen erschienen 1949 gesammelt in dem Band Das Mädchen Kaja.
1956 zog das Ehepaar Rossi nach South Nyack im Bundesstaat New York. Nach dem Tod ihres Mannes begann Hedwig Rossi 1978 mit der Arbeit an einem autobiographisch geprägten Roman in zwei Teilen; der erste Teil, Consummation of a Marriage, beschreibt das Leben in Wien bis 1938, der zweite Teil, The Assignment of Love, die Zeit des Exils.
Ihr umfangreicher Nachlass, der u. a. umfangreiche Briefwechsel, Lebensdokumente, Tagebücher, Szenenfotos und zahlreiche Manuskripte veröffentlichter und unveröffentlichter  Werke sowie das Typoskript ihres unveröffentlichten autobiographischen Romans enthält, befindet sich im Exilarchiv der Deutschen Bibliothek in Frankfurt am Main.

## Werke

### Drama
| Titel                                                                 | Erstveröffentlichung | Uraufführung |
| --------------------------------------------------------------------- | --- | --- |
| Der letzte Mensch                                                     | Auszug in: Arbeiter-Zeitung, 11. März 1923, S. 5 (Digitalisat bei ANNO)                                                              | |
| Sieben Jahre und ein Tag. Künstlerdrama in fünf Akten                 | | 1924 am Wiener Stadttheater |
| Tolstoj                                                               | | September 1928, Oldenburger Landestheater, Regie: Hellmuth Götze |
| Die Gewaltlosen                                                       | Auszug in: Kunst und Volk, April 1930, S. 240–245 (Digitalisat bei ANNO)                                                             | |
| Legende am Donaukanal. Ein Spiel in drei Akten (auch: Wiener Legende) | Auszug in: Der Wiener Tag, 27. Dezember 1934, S. 6 (Digitalisat bei ANNO); © 1934 Georg Marton Verlag                                | Inszenierung angekündigt für die Spielzeit 1934/35, dann 1935/36 im Theater in der Josefstadt; englische Fassung (Vienna Legend) 1946 im Ferris Playhouse, Big Rapids, Michigan; dt. Uraufführung unter dem Titel Wiener Legende am 21. Oktober 1947 am Grazer Landestheater, Regie: Erwin Groß |
| Wer kämpft für Calas? (auch: Der Fall Calas)                          | Auszüge in: Der Wiener Tag, 25. April 1937, S. 18 (Digitalisat bei ANNO) und Der Morgen, 26. April 1937, S. 6 (Digitalisat bei ANNO) | Einmalige Aufführung am 24. April 1937 am Deutschen Volkstheater in Wien |
| Hitze im Haus                                                         | | |
| Schule der Weisheit                                                   | | |
| No Final Defeat. A play in three acts                                 | Distributed by the Manuscript Play Project, Baylor University Theater, 1958                                                          | |
| My Father’s Mantle. A play in three acts (eight scenes)               | Theron W. Raines, New York 1958 | |

### Hörspiele
- Goldgräber. Hörspiel in zwei Teilen. Erstsendung am 15. März 1933, Regie: Hans Nüchtern[9]
- Ein Weihnachtslied in Prosa. Hörspiel nach Motiven der gleichnamigen Erzählung von Charles Dickens. Erstsendung („Jugendbühne“) am 24. Dezember 1936, Regie: Hanns Hitzinger[10]
- Love in a Cupboard. Erstsendung am 9. Februar 1967 auf Network Three, Regie: Martin Esslin, mit Glenda Jackson als Regine Olsen und Alec McCowen als Søren Kierkegaard[11]

### Prosa
- Kreatur. In: Arbeiter-Zeitung, 11. Oktober 1925, S. 18 (online bei ANNO).
- Kitsch. In: Kunst und Volk. Mitteilungen des Vereines »Sozialdemokratische Kunststelle«, № 7, August 1926, S. 4 (Digitalisat bei ANNO)
- Der lebende Leichnam. In: Kunst und Volk, 13. April 1928, S. 9 (Digitalisat bei ANNO)
- Wir wollen uns zerstreuen. In: Kunst und Volk, № 14, Mai 1928, S. 5 f. (Digitalisat bei ANNO)
- Upton Sinclair, der Künstler. In: Radio-Wien, 1. Februar 1929, S. 293 f. (Digitalisat bei ANNO)
- Max Hayek. In: Radio-Wien, 7. Februar 1930, S. 8 (Digitalisat bei ANNO)
- Tolstoi. In: Radio-Wien, 14. November 1930, S. 6 f. (Digitalisat bei ANNO)
- Die Stimme des großen Mannes. In: Radio-Wien, 9. Januar 1931, S. 23 (Digitalisat bei ANNO)
- Quixi, der Frosch. Kindergeschichte. Mit Illustrationen von Adolf Wiesler. In: Radio-Wien, 5. Juni 1931, S. 23 f. (Digitalisat bei ANNO)
- Zwischen Karst und Adria. In: Radio-Wien, 10. Juli 1931, S. 12 f. (Digitalisat bei ANNO)
- Fandango der baskischen Fischer. Reisebericht in: Arbeiter-Zeitung, 27. August 1931, S. 6 (Digitalisat bei ANNO)
- Training. Kurzgeschichte. Radio-Lesung, 9. November 1931[12]
- Die Basken. In: Radio-Wien, 27. November 1931, S. 20 (Digitalisat bei ANNO)
- Christian Dietrich Grabbe. In: Radio-Wien, 15. September 1933, S. 7 (Digitalisat bei ANNO)
- Sommer-Inventar. Kurzgeschichte in: Die Stunde, 28. September 1934, S. 7 (Digitalisat bei ANNO)
- Die beiden Freundinnen. Kurzgeschichte in: Der Wiener Tag, 17. März 1935, S. 19 f.(Digitalisat bei ANNO)
- Kreatur. In: Der Wiener Tag, (Vgl. Arbeiter-Zeitung, 11. Oktober 1925), 31. August 1937, S. 6 (online bei ANNO).
- Ein Weihnachtsbrief. Kurzgeschichte in: Wiener Zeitung, 24. Dezember 1946 (Beilage Weihnachten 1946), S. 1 f. (Digitalisat bei ANNO)
- Das Mädchen Kaja. Mit 70 Zeichnungen von Margit Sagner. Pilgrim Verlag, Linz 1949[13]

### Lyrik
- Begegnung. Sonett in: Neues Wiener Abendblatt, 13. September 1924, S. 7 (Digitalisat bei ANNO).

## Radiosendungen (Auswahl)
Hedwig Rossi gestaltete die Sendungen und sprach den redaktionellen Teil.
- Nachdenkliche Stunde. Von ewiger Liebe. Gesprochen von Ferdinand Onno. 11. Oktober 1931 (17.50–18.20 Uhr), Radio Wien[14]
- Franziskus, über das Schlachtfeld schreitend … Lesung aus Bernhard Diebold (Hrsg.): Das Buch der guten Werke 1914–1918. 23. März 1932 (18.50–19.20 Uhr), Radio Wien[15]
- Christus vor Pilatus. Lesung aus Platon: Die Verteidigung des Sokrates und George Bernard Shaw: Einleitung zu Johanna von Orleans. 26. März 1932 (19.30–20.15 Uhr), Radio Belgrad[16]
- Bücherstunde: Romane der Freundschaft. Wilhelm Schmidtbonn: Der dreieckige Marktplatz; Bernhard Kellermann: Lied der Freundschaft; Rudolf Hans Bartsch: Lukas Rabesam; Erich Ebermayer: Kampf um Odilienberg. 5. Jänner 1935 (15.15–15.40 Uhr), Radio Wien[17]

## Auszeichnungen
- 1932: 3. Preis beim Kurzgeschichten-Wettbewerb der Arbeiter-Zeitung[18]
- 1935: Julius-Reich-Preis für das Voltaire-Stück Wer kämpft für Calas? (auch u. d. T. Der Fall Calas)
- 1960: Auszeichnung des Arts Council of Great Britain für das Theaterstück My Father’s Mantle (inszeniert in Guildford)
- Erster Preis der American Educational Theatre Association für die Theaterarbeit mit Studierenden